# (23845) 1998 RB
1998 أر بي (ويعرف أيضًا باسم (23845) 1998 أر بي وفق تسمية الكوكب الصغير) (بالإنجليزية: 1998 RB)‏ هو كويكب ضمن حزام الكويكبات؛ وترتيبه 23845 من حيث الاكتشاف.
اكتُشف هذا الجُرم الفلكي بواسطة Atsushi Sugie ‏ في 2 سبتمبر 1998.

## وصلات خارجية
- (23845) 1998 RB في قاعدة بيانات مختبر الدفع النفاث لأجرام النظام الشمسي الصغيرة

- الاكتشاف · مخطط المدار ·  العناصر المدارية · المعلمات المادية

- (23845) 1998 RB على موقع ويكي سكاي: DSS2, SDSS, GALEX, IRAS, Hydrogen α, X-Ray, Astrophoto, Sky Map, Articles and images